# 85 mm armata czołgowa wz. 1944
Armata czołgowa wz. 1944 – 85 mm półautomatyczna armata czołgowa konstrukcji radzieckiej.
Armata czołgowa stanowiła uzbrojenie czołgu średniego T-34-85, który znajdował się na wyposażeniu Wojska Polskiego. Półautomatyka armaty działała na zasadzie odrzutu lufy. Do strzelania z armaty miały zastosowanie naboje scalone z pociskiem odłamkowym (masa 9,54 kg) z ładunkiem pełnym i zmniejszonym, odłamkowym (masa 9,67 kg) z wkrętką głowicową i ładunkiem pełnym, przeciwpancerno-smugowym tępogłowicowym z czepcem balistycznym (masa 9,2 kg), przeciwpancerno-smugowym ostrogłowicowym (masa 9,34 kg), przeciwpancerno-smugowym (masa 5 kg), błyskowo-dymnym (masa 9,1 kg) oraz kumulacyjnym bezwirowym (masa 7,35 kg). 
Posiadała lufę bruzdowaną, monoblokową, a zamek klinowy miał ruch pionowy, który posiadał mechanizm półsamoczynnego działania. Kołyskę miała typu cylindrycznego, a mechanizm podniesieniowy typu łukowego. Oporopowrotnik posiadał hydrauliczny opornik i pneumatyczny powrotnik. Miała mechanizm spustowy elektryczny (elektrospust) oraz mechaniczny. Teleskopowy celownik przegubowy TSz-15 lub TSz-16 stosowano podczas strzelania na wprost.

## Dane techniczne armaty
- Masa zespołu odrzutowego – 900 kg[1],
- Długość lufy – 4645 mm,
- Długość części bruzdowanej – 3495 mm,
- Kąt ostrzału w płaszczyźnie pionowej od -5° do +25°, poziomej 360°,
- Prędkość początkowa pocisku:

1. odłamkowego – 785 m/s,
2. przeciwpancerno-smugowego – 792 m/s.